# Hemeroteca Municipal de Sevilla
La Hemeroteca Municipal de Sevilla es una hemeroteca de la ciudad española de Sevilla, inaugurada el 4 de agosto de 1934 en el Salón Carlos V del Alcázar. Actualmente conserva 29.462 volúmenes correspondientes a 8.890 títulos de publicaciones que van desde la Gazeta Nueva, editada en Sevilla en 1661, hasta la prensa actual, pasando por publicaciones periódicas de ámbito estatal e internacional. Semanarios gráficos de principios del siglo XX, revistas italianas o francesas así como carteles y programas de teatro del XIX, constituyen un fondo de incuestionable valor para esta Hemeroteca. Tras el proceso de microfilmación llevado a cabo entre 1988 y 2002 dirigido a la salvaguarda de las colecciones de prensa sevillana, en la actualidad se está llevando a cabo la digitalización sistemática de los títulos del siglo XIX conservados únicamente en soporte papel.
La Hemeroteca expide certificados y compulsas de los fondos que custodia y, además de un servicio de información en la propia sala de lectura o a través de correspondencia postal, telefónica o electrónica, ofrece ciertas actividades de extensión cultural dirigidas a centros de enseñanza media o universitaria. Ha sabido mantener y ampliar sus objetivos fundacionales y juega un papel destacado en la vida cultural de la ciudad. 
En 2019 el Servicio de Archivo, Hemeroteca y Publicaciones del Ayuntamiento de Sevilla puso en marcha el proyecto NO8DO Digital con la finalidad de reunir, conservar y difundir a través de Internet las colecciones digitales del Patrimonio Documental del Ayuntamiento de Sevilla, no sujetas a derechos de autor, y conservadas en sus distintos Departamentos (Archivo Municipal, Biblioteca del SAHP, Hemeroteca y Fototeca). 
NO8DO Digital cuenta con un repositorio digital que permite el acceso en línea, libre y gratuito, a través de Internet a los documentos digitalizados para su lectura y consulta. 
Por su parte, NO8DO Digital también cuenta con una sala virtual de exposiciones –la Sala Expo NO8DO-, un espacio que permitirá visitar las exposiciones temporales ya finalizadas, así como disfrutar de otras diseñadas exclusivamente para este espacio. Los documentos gráficos, y en especial las fotografías, que el visitante podrá contemplar, pertenecen a las colecciones de la Fototeca, del Archivo y de la Hemeroteca municipal de Sevilla y permitirán realizar un recorrido virtual por la Historia de Sevilla desde ángulos y perspectivas muy diversos. Todas las imágenes van acompañadas de su correspondiente información textual, de modo que el interesado puede documentarse y ubicar cada documento en su adecuado contexto.

## Historia de la Hemeroteca municipal
Cuando realmente se toma conciencia de fundar una hemeroteca de manera oficial, es el 10 de diciembre de 1932, momento en que un concejal presentó una moción solicitando la creación de dicha institución, como forma de salvaguardar la información que estaba saliendo a la luz en los primeros años del siglo XX y de la misma manera pudiera utilizarse como instrumento de enseñanza y estudio. Fue de tal relevancia la moción que no hubo duda en que saliera adelante y así se hizo inaugurándose esta primera hemeroteca el día 4 de agosto de 1934 en el salón Carlos V del Alcázar de Sevilla. Esta primera hemeroteca tuvo una duración de dos años, pues con la llegada de la Guerra Civil fueron cerradas dichas dependencias del Alcázar y abandonados gran parte de sus fondos.
En 1944 los fondos fueron trasladados al Pabellón Mudéjar (actual Museo de Artes y Costumbres Populares ubicado en la plaza de América, allí estuvieron hasta que en 1967 se derrumbó una parte del Pabellón perdiéndose algunas colecciones periodísticas. Tras este accidente, en 1970, el Delegado Municipal de Cultura del Ayuntamiento quiso que no quedara esta documentación en el olvido proponiendo una nueva sede. Así en 1972 vuelven a reinaugurar la Hemeroteca, esta vez en el pabellón de la Madrina, en los Jardines de San Telmo, sede que funcionó hasta el año 1987, que fueron trasladados al edificio de los Antiguos Juzgados de Sevilla.

## El edificio

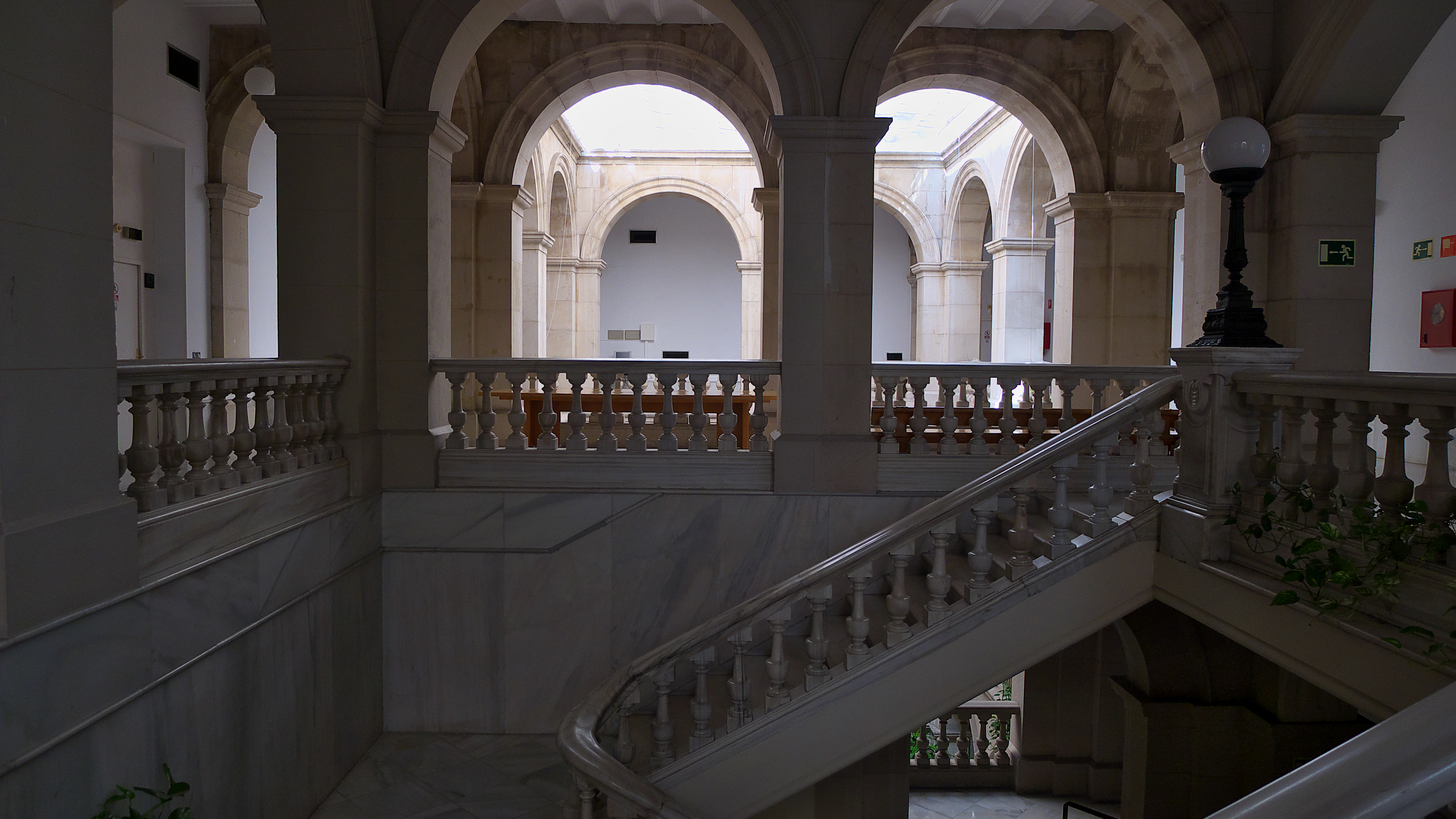
Interior del edificio.

Construido entre 1893 y 1913 según proyecto de José Sáez y López y José Gallegos, el edificio en principio hacía funciones de Palacio de Justicia de Sevilla, y que a su vez fue levantado sobre lo que era una antigua alhóndiga.
Durante la década de la década de 1960, los juzgados se trasladaron y el edificio pasó a formar parte del patrimonio municipal, permaneciendo cerrado y en estado de abandono hasta que en 1982, se rehabilita y acondiciona para albergar a diferentes instituciones culturales. El proyecto de esta reforma fue realizado por Cruz y Ortiz, las obras terminaron en 1987. 
Después de su restauración su fachada muestra un pórtico de estilo neoclásico, su interior contiene dos patios con galerías y una escalera de mármol. El edificio es compartido por el Servicio de Archivo, Hemeroteca y Publicaciones del Ayuntamiento de Sevilla (Archivo Municipal de Sevilla, la Hemeroteca Municipal de Sevilla, la Fototeca Municipal de Sevilla y el Departamento de Publicaciones, todos ellos con entrada por C/ Alhóndiga), el Archivo Histórico Provincial de Sevilla y el Archivo General de Andalucía (ambos por entrada C/ Almirante Apocada).